# 이상훈 (희극인)
이상훈(1982년 3월 4일 ~ )은 대한민국의 희극 배우이다.

## 이력
경상북도 영주 출신에 오류동 최시원이라는 닉네임으로도 유명한 그는 2006년 대학로 연극 《시크릿》으로 연극배우 첫 데뷔하였으며 2010년 KBS 《개그스타》를 통해 KBS 특채 데뷔하였고 이듬해 2011년 KBS 한국방송공사 공채 26기 개그맨 정식 데뷔하였다. 그리고 2016년 1월 17일에 결혼하였고 현재 '이상훈TV'라는 유튜브에서 활동중이다.

## 학력
- 대전보건대학교 물리치료학과

## 연기/방송 활동

### 방송
- KBS 《개그콘서트》

〈감사합니다〉
〈슈퍼스타KBS〉조굣형 , 라더스 B형 역
〈9시쯤 뉴스〉
〈트랜드쇼〉
〈그땐 그랬지〉
〈산 넘어 산〉
〈추남〉
〈불편한 진실〉
〈좀도둑들〉김혜수 역
〈현대 레알 사전〉
〈전국구〉
〈신사동 노랭이〉
〈시청률의 제왕〉
〈둥이 딩이〉
〈전설의 레전드〉
〈두근두근〉
 〈후궁뎐;꽃들의 전쟁〉왕 역
〈숨은 표절찾기〉
〈멘탈 甲〉
〈참 좋은 시절〉
〈핵존심〉
〈왕입니다요〉미끌이 역
〈이.개.세 (이 개그맨들이 사는 세상)〉
〈민상토론〉
〈스톡홀름 신드롬〉
〈니글니글〉
〈블랙 스네이크〉다크엔젤 역
〈1대1〉국회의원 후보 역
〈이럴 줄 알고〉
〈테러블 메이커〉
〈무.리.텔 (무비리틀 텔레비전)〉
〈징크스〉
〈나가거든〉앵커 역
〈세.젤.예 (세상에서 제일 예민한 사람)〉
〈비트는 동화〉
〈돌아가〉보스 역
〈창과 방패〉승객 역
〈배틀트집〉
〈아무말 대잔치〉
 〈챗플릭스〉
- KBS 《개그스타》
- KBS 《1대100》
- KBS 《인간의 조건》
- KBS 《위기탈출 넘버원》
- MBC 《그녀는 예뻤다》
- MBC 《라디오 스타》
- SBS 《동상이몽 괜찮아 괜찮아》
- SBS 파워FM 《김창렬의 올드스쿨》
- EBS 《다큐프라임 - 우리집 꼰대》 1부. 아빠 탈출기 - 정이리이리 작가 ... 내레이션
- JTBC 《알짜왕》
- KBS 《김과장》
- MBC 《부잣집 아들》
- MBC 《미스터리 음악쇼 복면가왕》 - 참가자 (난 누군가. 또 여긴 어딘가. GPS.)
- SBS 《순간포착 세상에 이런일이》 1000회 특집
- JTBC 《장르만 코미디》
- O'live 《슬기로운 생활》
- ENA 《행복배틀》 - 유치원 발표회 사회자 역
- EBS 《왕초보 영어》 MC (마스터 유진 선생님)
- KBS 《 우리말 겨루기》 MC 개그맨

## 유행어
- 감사합니다-! 감사합니다-!(감사합니다)
- 내-가 김혜수야!(좀도둑들)
- 그거 니-가 한거야!(좀도둑들)
- 그리고 또!(좀도둑들)
- 주상 전하납시오~!(후궁뎐;꽃들의 전쟁)
- 하……하………하.(후궁뎐;꽃들의 전쟁)
- 원나투아스리아포아(핵존심)
- 바운!바운!(핵존심)
- 누가 요즘 ○○을 이렇게 하니?(핵존심)
- 여보 미안해~ 내가 잘못했어~(핵존심)
- 지금 나를 두고 하는 말이요!(왕입니다요)
- 와하오 와하오(니글 니글)
- 후~(니글니글)
- 봤지? 좋아 죽는거 이런 나의 꼭두각시들~(니글니글)
- 연기(설정) 너무 좋았어~!(스톡홀름 신드롬)
- 엎드려~(스톡홀름 신드롬)
- 정치가 퀴즈보다 쉬웠어요 이번 국회에 입후보한 기호 0번 이상훈입니다 0번!!!!!(1대1)
- 와핡~!(1대1)
- ○○개~ 쌩유~ (무비 리틀 텔레비전)
- ○○ 하는걸로 가실게요~ (나가거든)
- 약해요! 임팩트가 없어요! 홍현호씨 잘 들으세요! (나가거든)
- 너무 노멀한가요? (나가거든)
- 돌아가..! (돌아가)
- 어, 이제 곧 있으면 합정역이야, 어, 있다 봐. (창과 방패)
- 합정이네. 내려야지..  (창과 방패)

## 이슈
최근 KBS 2TV 1대100에 출연해 최후의 1인으로 우승하여 개그계의 브레인으로 등극하였으며 데뷔 이전에 재활전문 물리치료사 이력이 있는 것으로 알려져 있다.

## 경력
- 2011년 12월 고양시 종합자원봉사센터 홍보대사
- 2016년 3월 영주시 홍보대사

## 공연
- 시크릿

## 광고
- 하나은행 하나멤버스 2016년

## 수상
- 2011년 11월 2일 1대 100 100인 중 우승
- 2011년 제12회 대한민국영상대전 개그부문 포토제닉상
- 2015년 KBS 연예대상 코미디부문 남자 우수상